# Września (gemeente)
De gemeente Września is een stad- en landgemeente in het Poolse woiwodschap Groot-Polen, in powiat Wrzesiński.
De zetel van de gemeente is in Września.
Op 30 juni 2004 telde de gemeente 43 456 inwoners.

## Oppervlakte gegevens
In 2002 bedroeg de totale oppervlakte van gemeente Września 221,84 km², waarvan:
- agrarisch gebied: 82%
- bossen: 8%

De gemeente beslaat 31,5% van de totale oppervlakte van de powiat.

## Demografie
Stand op 30 juni 2004:
| Omschrijving                   | Totaal | Totaal | Vrouwen | Vrouwen | Mannen | Mannen |
| ------------------------------ | ------ | ------ | ------- | ------- | ------ | ------ |
| eenheid                        | aantal | %      | aantal  | %       | aantal | %      |
| inwoners                       | 43 456 | 100    | 22 340  | 51,4    | 21 116 | 48,6   |
| bevolkingsdichtheid (inw./km²) | 195,9  | 195,9  | 100,7   | 100,7   | 95,2   | 95,2   |

In 2002 bedroeg het gemiddelde inkomen per inwoner 1071,7 zł.

## Administratieve plaatsen (sołectwo)
Bardo, Bierzglin, Bierzglinek, Chocicza Mała, Chocicza Wielka, Chociczka, Chwalibogowo, Gonice, Goniczki, Gozdowo, Grzybowo, Gulczewo, Gutowo Małe, Gutowo Wielkie, Kaczanowo, Kleparz, Marzenin, Nowa Wieś Królewska, Obłaczkowo, Osowo, Otoczna, Psary Małe, Psary Polskie, Psary Wielkie, Sędziwojewo, Słomowo, Sobiesiernie, Sokołowo, Sołeczno, Stanisławowo, Strzyżewo, Węgierki, Wódki.

## Overige plaatsen
Białężyce, Broniszewo, Gozdowo-Młyn, Grzymysławice, Gulczewko, Kawęczyn, Marzelewo, Nadarzyce, Neryngowo, Noskowo, Nowy Folwark, Ostrowo Szlacheckie, Przyborki, Radomice, Słomówko, Żerniki.

## Aangrenzende gemeenten
Czerniejewo, Dominowo, Kołaczkowo, Miłosław, Nekla, Niechanowo, Strzałkowo, Witkowo

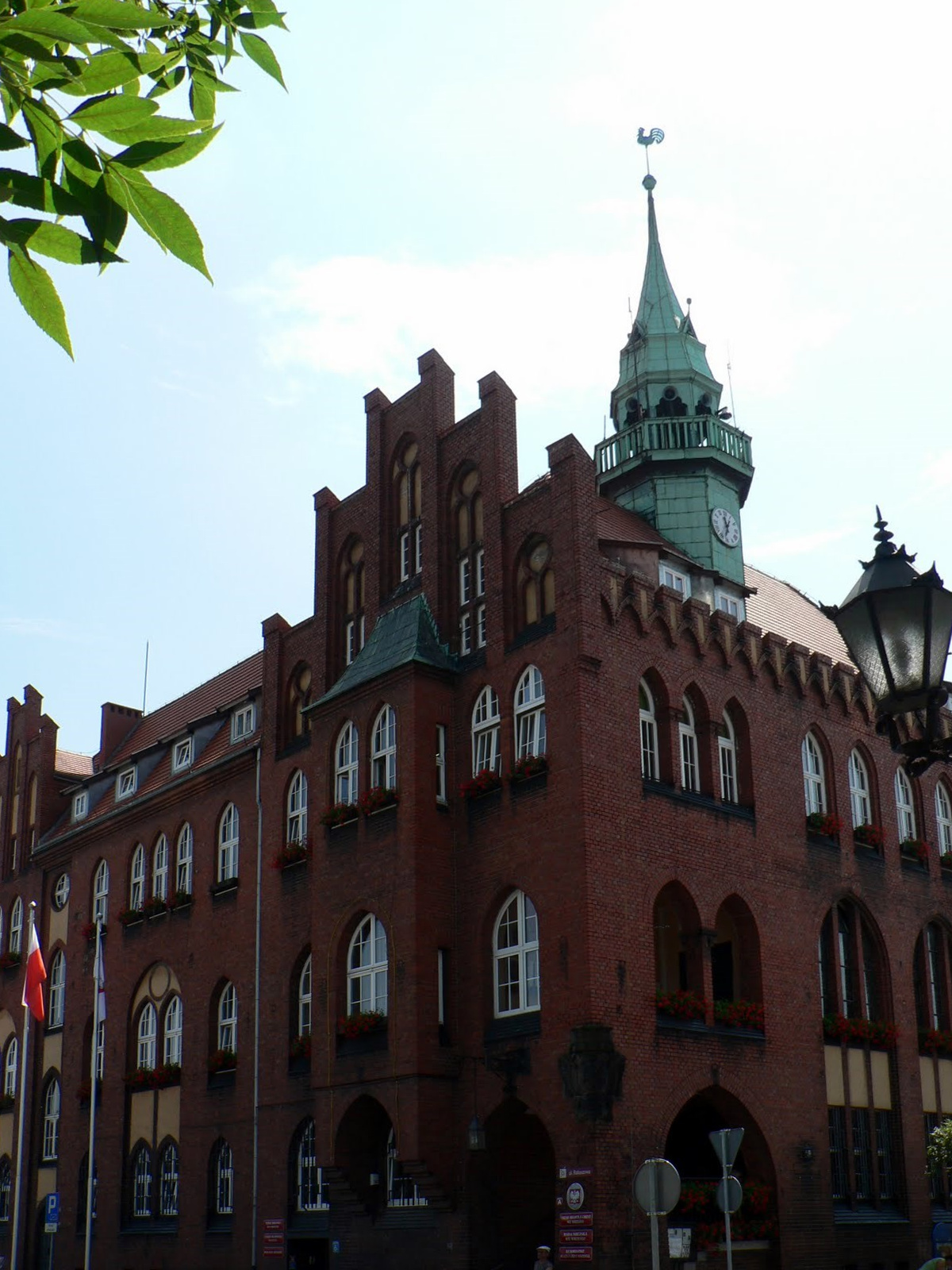
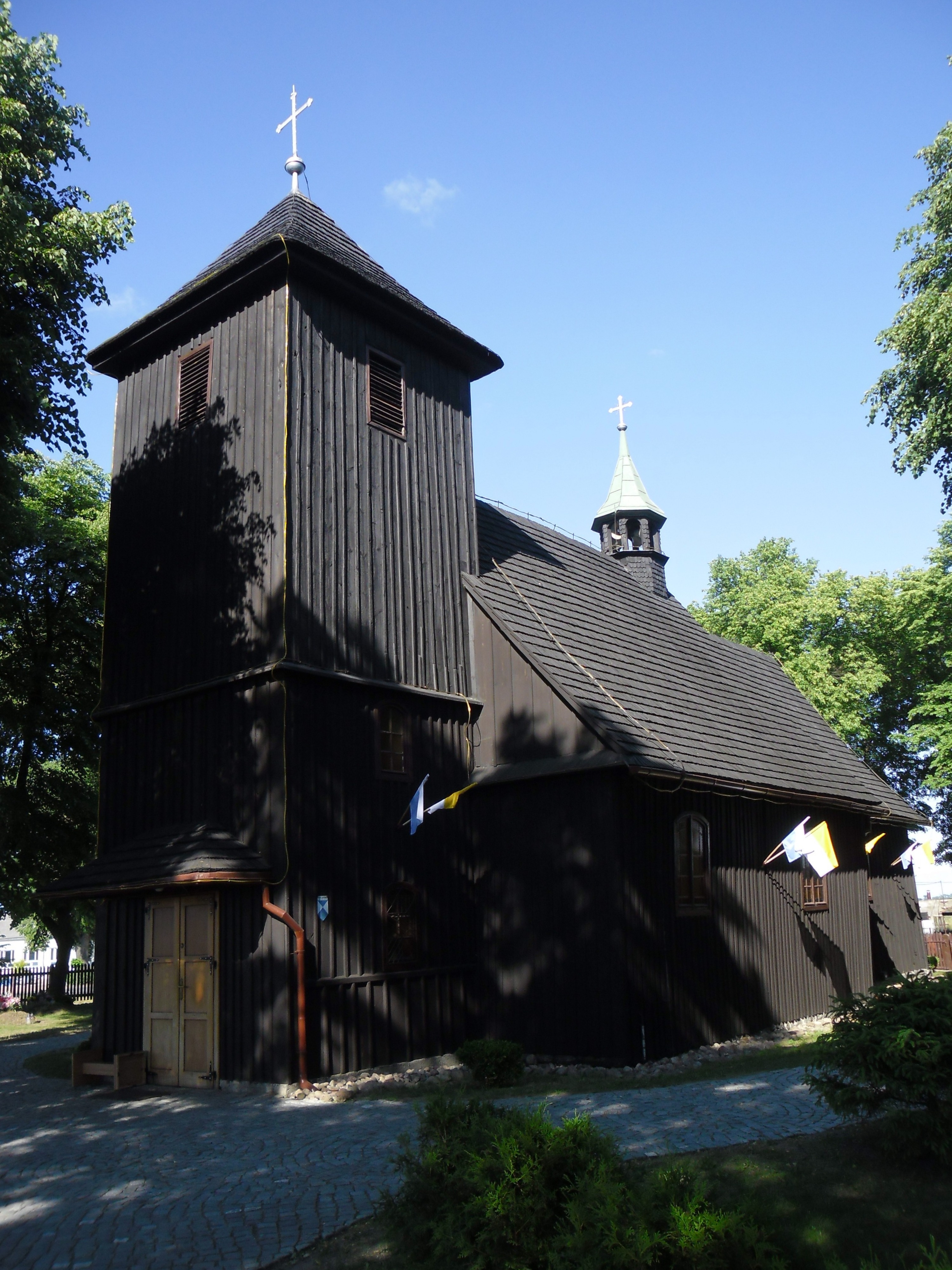
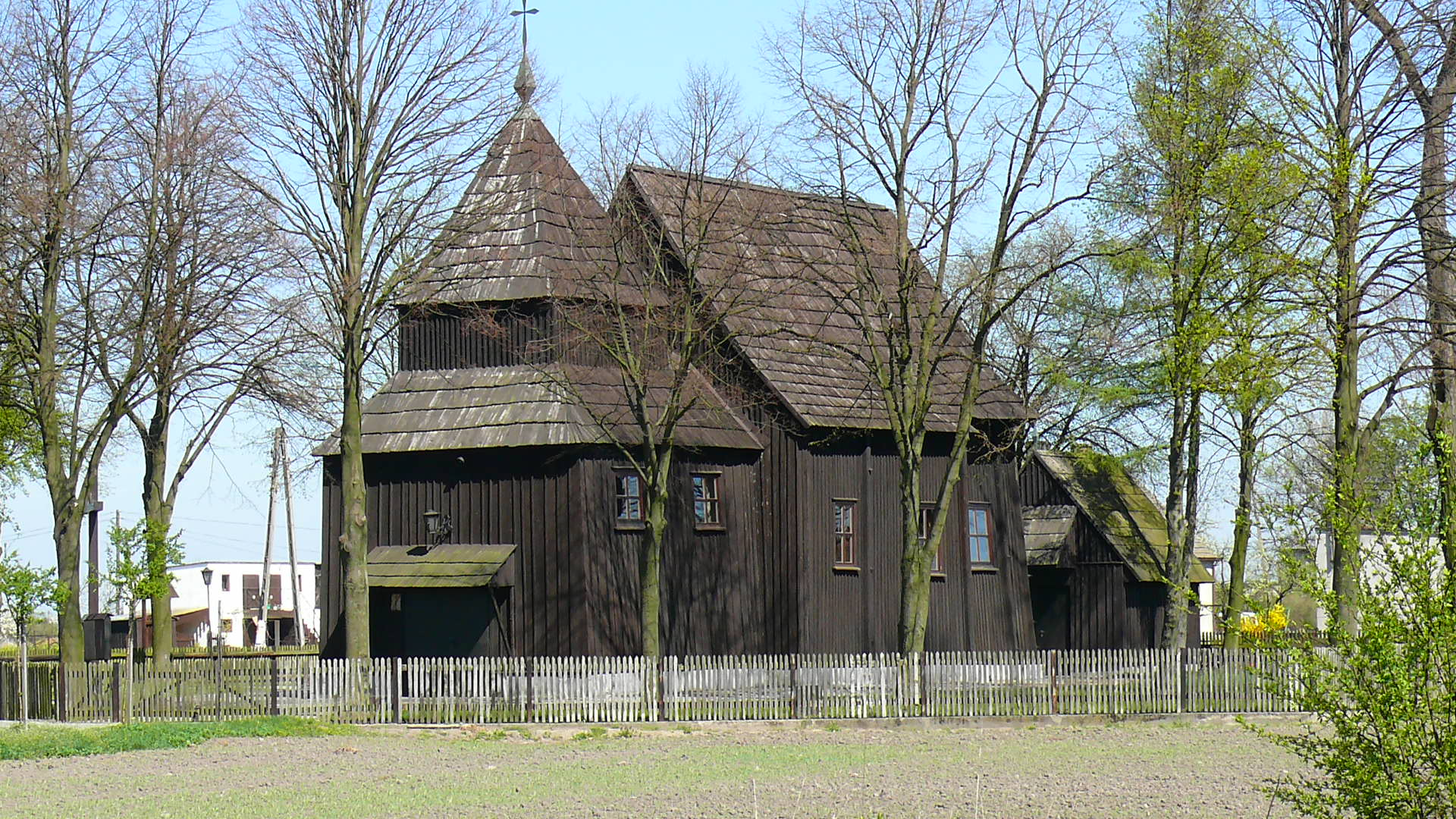
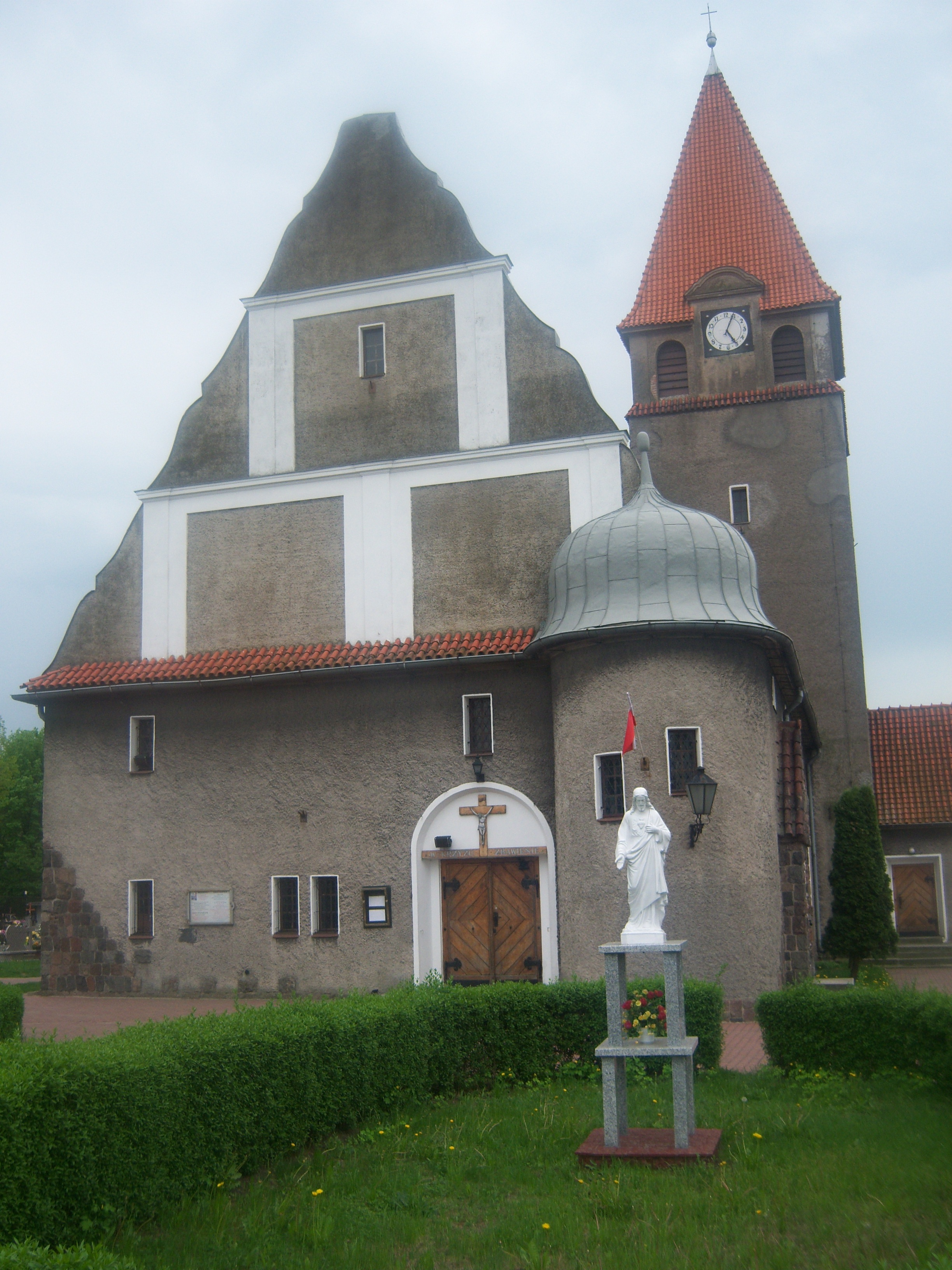